# Volksrepubliek Bulgarije
De Volksrepubliek Bulgarije (Bulgaars: Народна република България, Narodna republika Balgarija) werd op 15 september 1946 uitgeroepen, nadat in een (vervalst) referendum de bevolking zich met 95% uitsprak voor de instelling van een republiek en de afschaffing van de monarchie. Tsaar Simeon II en zijn moeder, koningin Ionna, weken daarop uit naar Alexandrië (Egypte). 
Vassil Kolarov van de Bulgaarse Communistische Partij (BKP) werd tot president verkozen. Later werd het presidentschap afgeschaft en werd de voorzitter van het Presidium van de Nationale Vergadering (parlement) staatshoofd. Vanaf 1971 was het staatshoofd van de volksrepubliek de voorzitter van de Staatsraad.
In november 1989 kwam er een einde aan het communistisch bewind in Bulgarije. Voorzitter van de Staatsraad Todor Zjivkov werd vervangen door Petar Mladenov. Mladenov democratiseerde het land en schafte de "leidende rol" van de BKP af op 2 februari 1990. Hij bleef tot 6 juli 1990 aan de macht. Zijn opvolger Zjeljoe Zjelev was een niet-communist en lid van de Verenigde Democratische Krachten. Op 15 november 1990 werd de landsnaam gewijzigd in de Republiek Bulgarije.